# Stanisław Witkiewicz
Stanisław Witkiewicz (1851. május 8. – Lovran, 1915. szeptember 5.) lengyel festő, építész, író és művészetteoretikus, Stanisław Ignacy Witkiewicz apja.

## Élete
Szülei Ignacy Witkiewicz és Elwira Szemiot. 1869 és 1871 között Pétervárott, majd 1872 és 1875 között Münchenben tanult. Tanulmányai után visszatért Lengyelországba, és a Wędrowiec folyóirat művészeti kritikusaként dolgozott. 
1890-ben Zakopanéba költözött, és a gorálok művészetének ihletésére számos nagyszerű villát tervezett és épített, valamint belső tereiket „Zakopane-i stílusában” rendezte be. A Na przełęczy című könyv szerzője (A hegyszorosnál, 1891), amelyet „Tátrai evangéliumként” ismernek, felidéz egy Zakopane régióból származó régi történetet. Zakopane városának tett szolgálataiért díszpolgári címet kapott. Festőként elsősorban a Magas-Tátra tájait és az 1863-as januári felkelés jeleneteit festette meg.

## Válogatott publikációk
- Policja a sztuka (1902)
- Chrześcijaństwo i katechizm. O nauce religii w szkołach galicyjskich (1904)
- Przełom
- Życie, etyka i rewolucja
- Tygodnik Illustrowany (1889–1890)
- Po latach (1905)
- Z Tatr (1907)
- Monográfiák: Juliusz Kossak (1900), Aleksander Gierymski (1903), Matejko (1908)

### Magyarul
- Az anya; ford. Kerényi Grácia; in: Tangó. Modern lengyel drámák; utószó Elbert János; Európa, Budapest, 1968
- Drámák; ford. Kerényi Grácia, utószó Elbert János; Európa, Budapest, 1973
- Az őrült és az apáca / Az anya. Drámák; ford. Kerényi Grácia, utószó Keszthelyi András; Kriterion, Bukarest, 1983
- Az ősz búcsúja. Regény; ford. Körner Gábor; Jelenkor, Pécs, 2002
- Telhetetlenség; ford. Körner Gábor; Jelenkor, Pécs, 2005

## Képgaléria

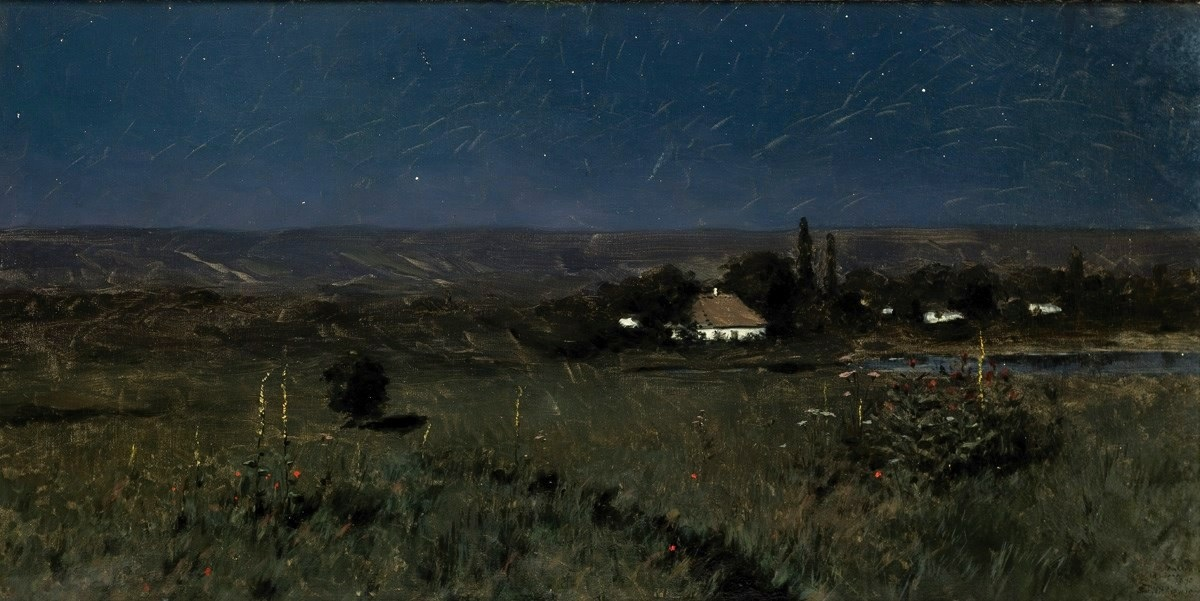
Ukrán éjszaka (1895)
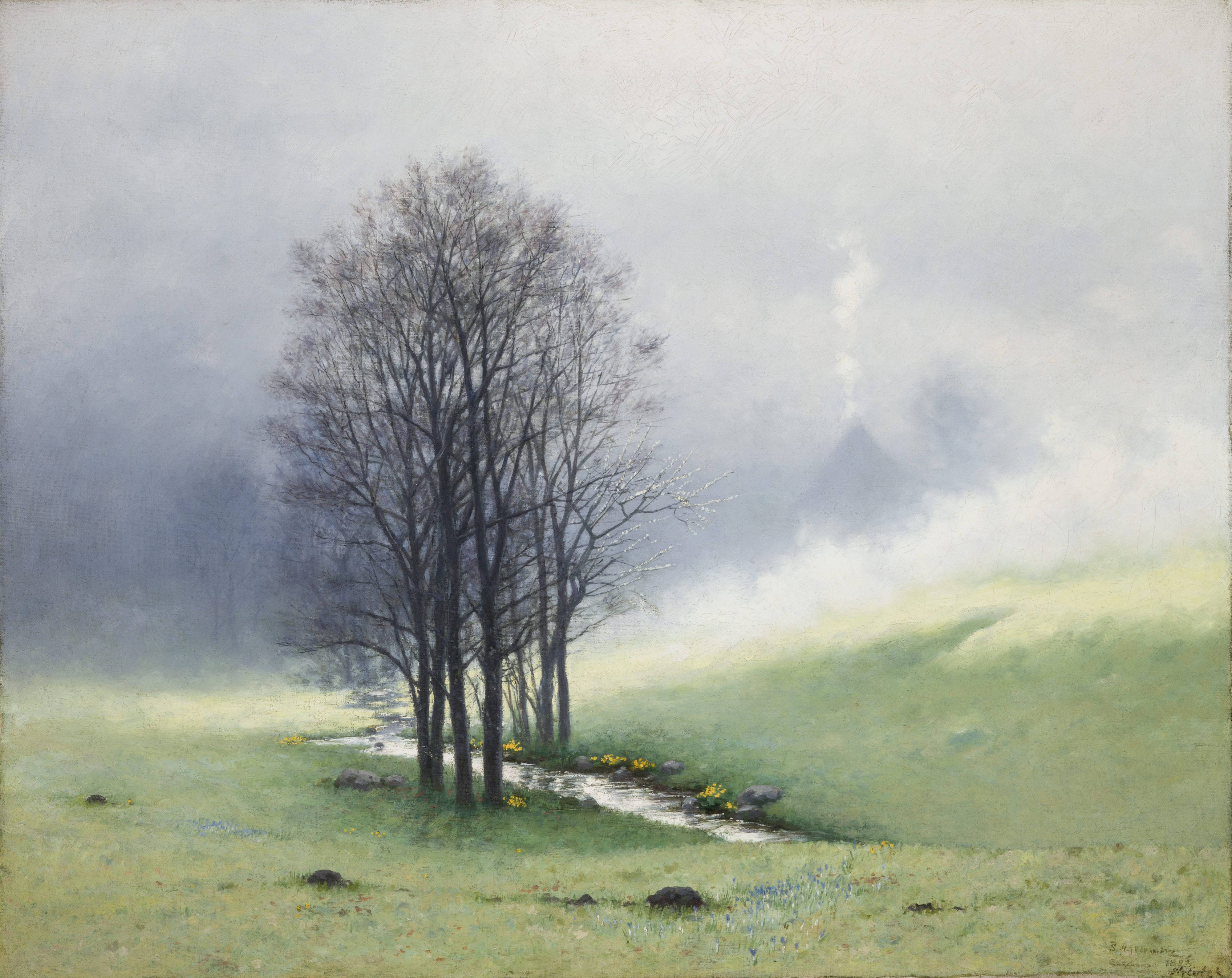
Tavaszi köd (1897)
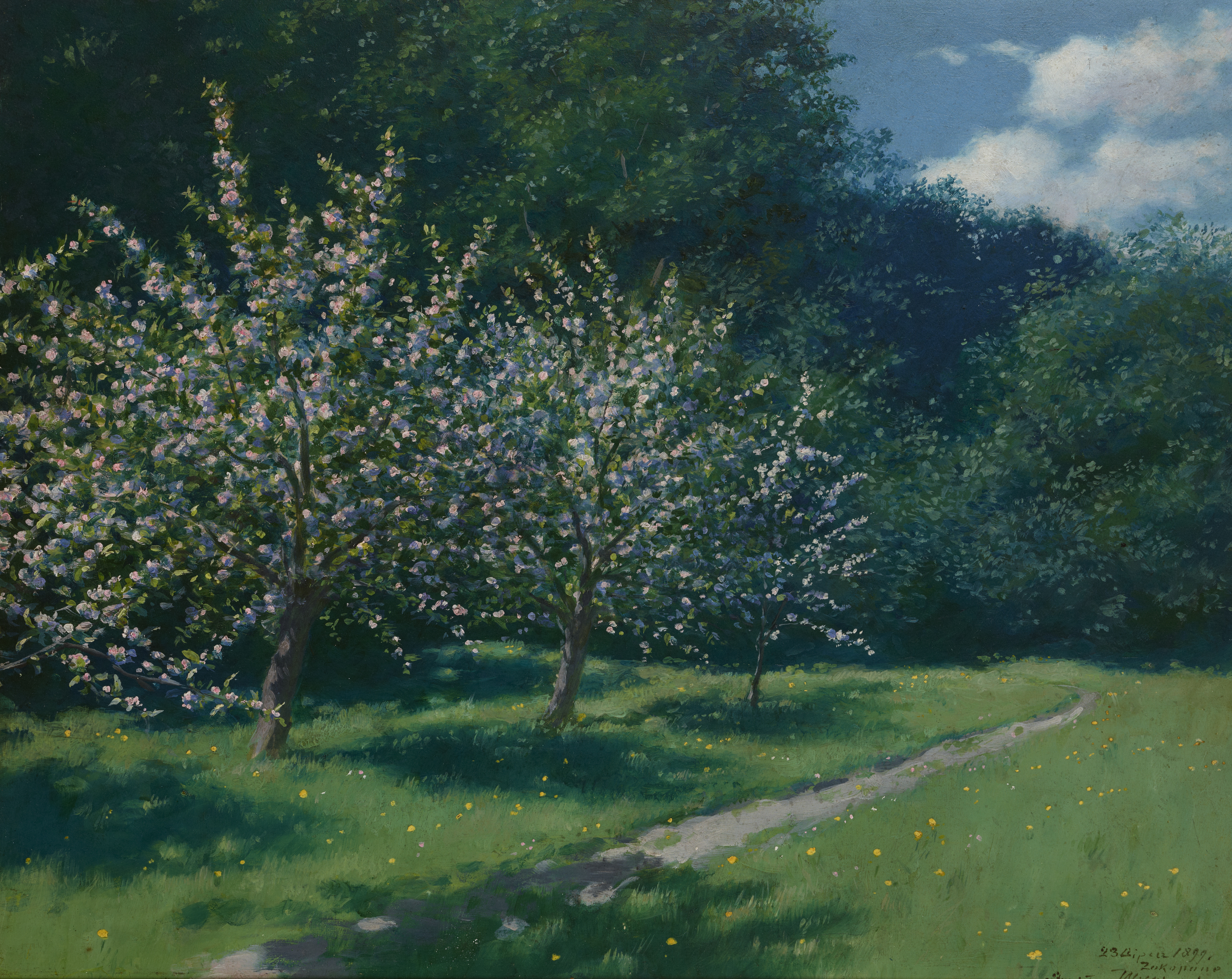
Virágzó almafák (1899)
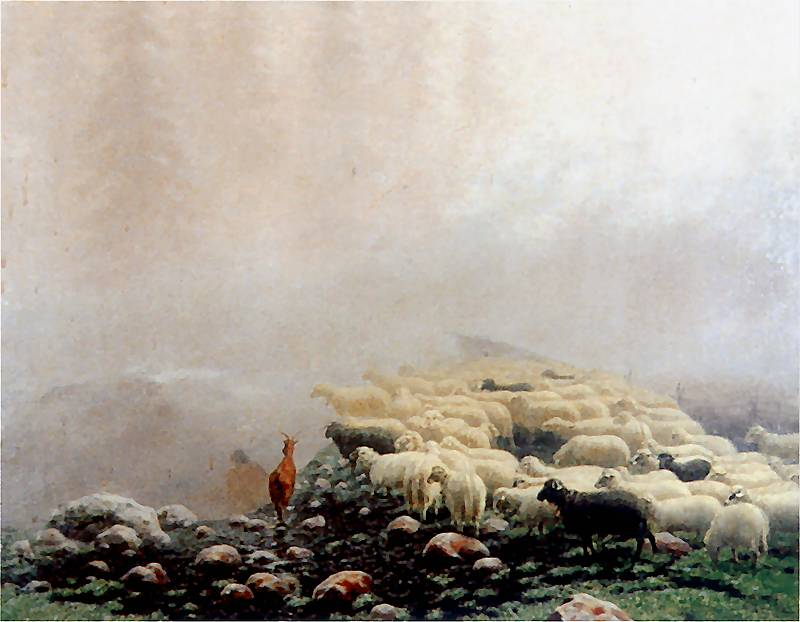
Birkák a ködben (1900 körül)
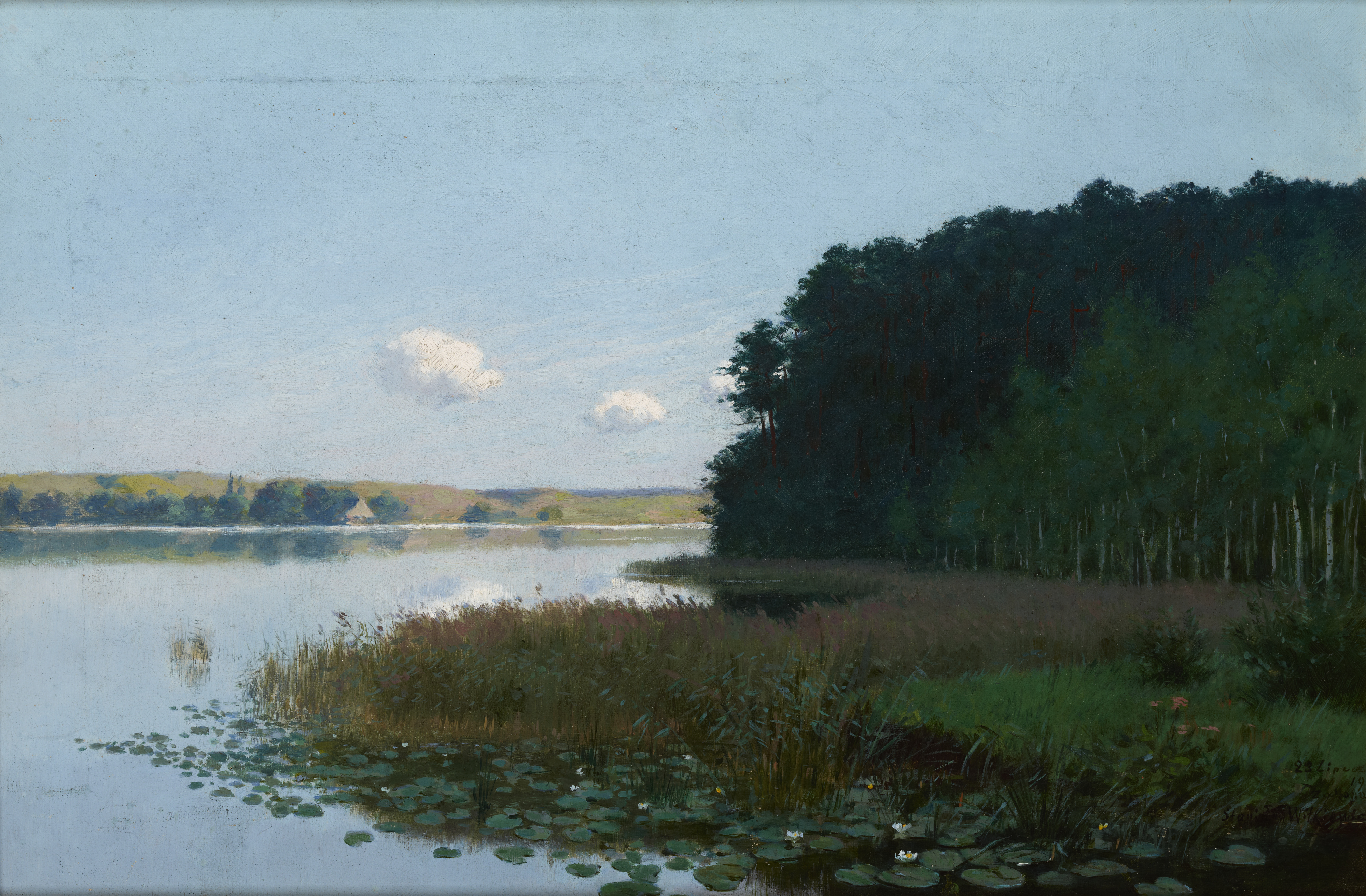
Tó tavirózsával (1901)

## Fordítás
- Ez a szócikk részben vagy egészben  a   Stanisław Witkiewicz című német Wikipédia-szócikk ezen változatának fordításán alapul.  Az eredeti cikk szerkesztőit annak laptörténete sorolja fel. Ez a jelzés csupán a megfogalmazás eredetét és a szerzői jogokat jelzi, nem szolgál a cikkben szereplő információk forrásmegjelöléseként.